# Ockelbo (comune)
Ockelbo è un comune svedese di 5 963 abitanti, situato nella contea di Gävleborg. Il suo capoluogo è la cittadina omonima.

## Località
Nel territorio comunale sono comprese le seguenti aree urbane (tätort):
- Åmot
- Jädraås
- Lingbo
- Ockelbo